# Metroid Prime 3: Corruption
Metroid Prime 3: Corruption és la tercera entrega de la saga Metroid Prime. És un videojoc creat exclusivament per a la consola Wii, desenvolupat per Retro Studios i publicat per Nintendo. El gran canvi respecte als seus predecessors és que introdueix el control Comandament de la Wii + Nunchuck, que li dona un toc de realisme, ja que el jugador es pot sentir dintre de la història. Per primera vegada es pot controlar de manera activa la nau de la Samus per a dirigir-se a qualsevol planeta que es vulgui de l'univers Metroid.

## Història
L'ordinador principal de la Federació Galàctica, Aurora Unit, apareix absolutament corrupte per res semblant a un virus. La Federació pensa que els Pirates de l'Espai poden estar darrere del problema i aquests ataquen a la Federació. La Samus i d'altres caça-recompenses defensen la Federació, conscients que l'enemic al què s'enfronten és la Dark Samus (equipada amb poders molt superiors als seus). La Samus s'infecta amb el virus Phazon, que li atorga habilitats molt poderoses, però que la pot acabar matant si es descontrola. Alguns dels caça-recompenses són:
- Samus Aran
- Rundus
- Gandrayda
- Ghor

## Controls
La tecnologia de la consola Wii ha permès canviar els controls de manera que sigui més adaptable a qualsevol jugador:
- Disparar: S'apunta assenyalant amb el comandament i es dispara prement el botó A. Es pot carregar mantenint-lo premut.
- Enganxar: El vestit de la Samus incorpora un ganxo de plasma que permet enganxar objectes i desprendre'ls del lloc on són. S'ha de prémer el botó 'Z i fer el moviment d'arrancar amb el Nunchuck.
- Analitzar: Prement el botó - es poden analitzar certs objectes que ajuden en el transcurs de la història.
- Interacció: En certs moments de la història es pot prémer el botó A i accionar alguns botons i palanques.